# Капаров Мірза Кулматович
Мірза (Мурза) Кулматович Капаров (17 червня 1938, село Кашка-Терек Узгенського району, тепер Ошської області, Киргизстан — 29 серпня 2009, місто Бішкек, Киргизстан) — киргизький діяч, міністр туризму та спорту Киргизстану, 1-й секретар Ошського обласного комітету КП Киргизії, 1-й секретар ЦК ЛКСМ Киргизії. Депутат Верховної ради Киргизької РСР, народний депутат Киргизької РСР. Депутат Верховної Ради СРСР 8-го скликання. 

## Біографія
У 1960 році закінчив Ошський державний педагогічний інститут Киргизької РСР.
У 1960—1962 роках — вчитель середньої школи імені Токтогула у Кара-Суйському районі Киргизької РСР.
У 1962 закінчив заочно Центральну комсомольську школу при ЦК ВЛКСМ.
У 1962—1964 роках — інструктор, заступник завідувача відділу Ошського обласного комітету ЛКСМ Киргизії.
Член КПРС з 1964 по 1991 рік.
У 1964—1966 роках — звільнений секретар комітету ЛКСМ Киргизії Токтогульської ГЕС.
У 1966—1967 роках — 1-й секретар Ошського обласного комітету ЛКСМ Киргизії.
У 1967—1968 роках — відповідальний організатор ЦК ВЛКСМ у Москві.
У 1968—1972 роках — 1-й секретар ЦК ЛКСМ Киргизії.
У 1972—1987 роках — голова виконавчого комітету Кара-Суйської районної ради депутатів трудящих Ошської області Киргизької РСР; голова Ошського обласного комітету профспілки працівників народної освіти.
У 1987—1990 роках — начальник Ошського обласного управління народної освіти.
У 1990 — квітні 1991 року — секретар Ошського обласного комітету КП Киргизії.
У квітні — серпень 1991 року — 1-й секретар Ошського обласного комітету КП Киргизії.
У 1992—1994 роках — представник Республіки Киргизстан в Узбекистані, перший заступник міністра закордонних справ Киргизстану.
У 1994—1996 роках — міністр туризму та спорту Киргизстану. Із серпня 1996 року — заступник голови Міжвідомчої координаційної ради з туризму.
У 1996—1998 роках — директор Державного агентства з туризму та спорту при уряді Киргизстану.
У 2000—2005 роках — керівник групи постійних представників уряду в Законодавчих зборах Жогорку Кенеша — радник прем'єр-міністра Киргизстану.
У 2005—2009 роках — постійний представник уряду в Жогорку Кенеші — радник прем'єр-міністра Киргизстану, заступник керівника апарату уряду Киргизстану.
Помер 29 серпня 2009 року в місті Бішкеку.

## Нагороди
- орден Трудового Червоного Прапора
- ювілейна медаль «Манас-1000» (Киргизстан)(1995)
- медалі
- Почесна грамота Верховної ради Киргизької РСР